# Cuorincoro (DVD)
Cuorincoro è un DVD del cantautore italiano Gigi D'Alessio, pubblicato nel 2005.
Le registrazioni live sono state riprese dal Quanti amori World Tour dello stesso anno.

## Formazione
- Carmine Napolitano: batteria
- Roberto D'Aquino: basso
- Francesco D'Alessio: tastiere
- Roberto Della Vecchia: tastiere
- Maurizio Fiordiliso: chitarra classica
- Pippo Seno: chitarra elettrica
- Davide Cantarella: percussioni
- Fabrizio Palma: cori
- Rossella Ruini: cori
- Luca Velletri: cori
- Claudia Arvati: cori

## Tracce
1. Non c'è vita da buttare
2. Le mani
3. Miele
4. La donna che vorrei (con Lee Ryan)
5. Un nuovo bacio (con Anna Tatangelo)
6. Medley Sanremo (Non dirgli mai, Tu che ne sai, L'amore che non c'è)
7. Spiegame cherè
8. Liberi da noi
9. Il cammino dell'età
10. Mon amour
11. Como suena el corazon
12. Una notte al telefono
13. Quanti amori